# 山崎晶子
山崎 晶子（やまざき あきこ、1963年 - ）は、日本の社会学者。東京工科大学准教授。修士（社会学）。

## 経歴
1991年に東京都立大学社会科学研究科社会学専攻修士課程を修了する。2000年に公立はこだて未来大学システム情報科学部専任講師となり、同大助教授及び准教授を歴任。2008年に東京工科大学メディア学部准教授に就任した。専門分野は、社会学、相互行為分析、エスノメソドロジー、ヒューマンコミュニケーション、ワークプレーススタディーズなど。　

## 略歴
- 1991年 東京都立大学社会科学研究科社会学専攻修士課程修了
- 2000年 公立はこだて未来大学システム情報科学部専任講師
- 2006年 公立はこだて未来大学システム情報科学部助教授
- 2007年 公立はこだて未来大学システム情報科学部准教授
- 2008年 東京工科大学メディア学部准教授

## 受賞歴
- 1999年 情報処理学会 山下賞[3]
- 2007年 RO-MAN2007 ベストポスター賞[3]
- 2008年 Honorable mentioned paper of Best of CHI2008 Awarded by ACMSIGCHI[4]
- 2010年 情報処理学会 優秀論文賞[1]

## 著書
- 『実践エスノメソドロジー入門[5]』(共著)、有斐閣、2004年5月、ISBN 4-6410-7682-0
- 『モバイルコミュニケーション―携帯電話の会話分析[3]』(共著)、大修館書店、2006年4月、ISBN 4-4692-1304-7
- 『ジェンダーと社会理論[6]』(共著)、有斐閣、2006年12月、ISBN 4-6411-7326-5